# Regeringen Lindman I
Regeringen Lindman I regerade Sverige mellan 29 maj 1906 och 7 oktober 1911. Efter regeringen Staaffs avgång tillfrågades först Alfred Petersson i Påboda av kungen om att bli statsminister, men sedan han tackat nej gick frågan till Arvid Lindman som tog på sig uppdraget.
Lindman löste frågan med rösträtt, som Karl Staaffs regering hade fallit på, och som hade gjort Lindman till statsminister. Beslutet gällde att män hade allmän rösträtt med proportionella val till båda kamrarna. Den försiktiga reformen var en kompromiss som innebar allmän och lika rösträtt till andra kammaren. Till den första kammaren valdes ledamöterna fortsatt indirekt vilket innebar att högern alltjämt kom att dominera i denna kammare. I de kommunala valen var nämligen rösträtten inte likvärdig utan graderades efter inkomst, från 1–40. Lindman tillsatte under sin tid som statsminister en försvarskommitté och bekräftade Sveriges ställning inom Nord- och Östersjöavtalen.
De växande spänningarna i omvärlden hade lett till en ökad opinion för att rusta upp försvaret. Det ansågs framför allt att flottan behövde förstärkas med kraftfullare och modernare fartyg. Den Lindmanska regeringen lyckades på 1911 års riksdag utverka att en pansarbåt av en större och kraftfullare typ, den så kallade F-båten, skulle byggas. Detta skedde dock med starkt motstånd från det liberala partiet och Socialdemokraterna, som ansåg att den dåvarande militära rustningsbördan redan var alltför tung för befolkningen att bära.
Under valkampanjen sommaren 1911, inför de kommande andrakammarvalet, lovade vänsterpartierna också en minskning av försvarsutgifterna. Valet gav dem en stark majoritet i kammaren. Den direkta följden blev att den Lindmanska regeringen avgick och Karl Staaff återigen blev statsminister som ledare för en liberal regering.

## Statsråd
| Statsminister         |  | Arvid Lindman             | 29 maj 1906      | 7 oktober 1911   | Protektionistiska partiet       |
| Justitieminister      |  | Albert Petersson          | 29 maj 1906      | 7 oktober 1911   | Partilös                        |
| Utrikesminister       |  | Eric Trolle               | 29 maj 1906      | 17 mars 1909     | Partilös                        |
| Utrikesminister       |  | Arvid Taube               | 17 mars 1909     | 7 oktober 1911   | Partilös                        |
| Krigsminister         |  | Lars Tingsten             | 29 maj 1906      | 4 december 1907  | Partilös                        |
| Krigsminister         |  | Arvid Lindman             | 4 december 1907  | 30 december 1907 | Protektionistiska partiet       |
| Krigsminister         |  | Olof Malm                 | 30 december 1907 | 7 oktober 1911   | Partilös                        |
| Sjöförsvarsminister   |  | Wilhelm Dyrssen           | 29 maj 1906      | 4 december 1907  | Partilös                        |
| Sjöförsvarsminister   |  | Carl August Ehrensvärd    | 4 december 1907  | 27 juni 1910     | Partilös                        |
| Sjöförsvarsminister   |  | Henning von Krusenstierna | 27 juni 1910     | 7 oktober 1911   | Partilös                        |
| Civilminister         |  | Julius Juhlin             | 29 maj 1906      | 4 december 1907  | Protektionistiska partiet       |
| Civilminister         |  | Hugo Hamilton             | 4 december 1907  | 7 oktober 1911   | Första kammarens moderata parti |
| Finansminister        |  | Carl Swartz               | 29 maj 1906      | 7 oktober 1911   | Första kammarens moderata parti |
| Ecklesiastikminister  |  | Hugo Hammarskjöld         | 29 maj 1906      | 11 juni 1909     | Nationella framstegspartiet     |
| Ecklesiastikminister  |  | Elof Lindström            | 11 juni 1909     | 7 oktober 1911   | Partilös                        |
| Jordbruksminister     |  | Alfred Petersson i Påboda | 29 maj 1906      | 17 mars 1909     | Nationella framstegspartiet     |
| Jordbruksminister     |  | Oscar Nylander            | 17 mars 1909     | 7 oktober 1911   | Lantmannapartiet                |
| Konsultativa statsråd |  |                           |                  |                  |                                 |
| Konsultativt statsråd |  | Carl Hederstierna         | 29 maj 1906      | 7 oktober 1911   | Partilös                        |
| Konsultativt statsråd |  | Gustaf Roos               | 29 maj 1906      | 17 mars 1909     | Partilös                        |
| Konsultativt statsråd |  | Elof Lindström            | 17 mars 1909     | 11 juni 1909     | Partilös                        |
| Konsultativt statsråd |  | Hugo von Sydow            | 11 juni 1909     | 7 oktober 1911   | Partilös                        |